# داروگر
هلدینگ داروگر شرکت محصولات آرایشی و بهداشتی ایرانی است که انواع صابون، شامپو و سایر مواد شوینده تولید می‌کند. داروگر یکی از باسابقه‌ترین تولیدکنندگان محصولات بهداشتی در ایران است که توسط غلامرضا داروگر تأسیس شد و پس از وقوع انقلاب ۵۷ مصادره و به نهادهای حکومتی واگذار گردید. شرکت اصلی، هلدینگ داروگر است که دربرگیرنده چندین زیر مجموعه بوده از جمله شرکت تولی‌پرس و در مجموع ۱۲ شرکت زیرمجموعه در بخش‌های غذایی، دارویی، بهداشتی و شوینده می‌شود. او زمان رضا شاه تاسیس شد. داروگر در خرداد ۱۴۰۲ تعطیل شد و ۱۰ خرداد ۱۴۰۲ دوباره بازگشایی شد.

## تاریخچه
غلامرضا داروگر در سال ۱۳۰۷ نخستین کارخانه تولید صابون را در شهر اصفهان راه‌اندازی کرد. نخستین محصول این کارخانه صابون «سوبلمه» بود. این صابون قدیمی‌ترین صابون صنعتی در ایران به شمار می‌رود که به بازار ایران راه یافت. این کارخانه در سال ۱۳۲۰ به تهران منتقل شد و محصولات خود را به انواع صابون، شامپو و سایر مواد شوینده گسترش داد.
در سال ۱۳۳۶ خورشیدی شرکت داروگر رسماً به ثبت رسید و محصولات خود را با همین نام روانه بازار کرد. در سال ۱۳۵۲ شرکت داروگر نام خود را به شرکت سهامی عام کف تغییر داد و محصولات این شرکت تنوع بیشتری یافتند. داروگر پس از انقلاب ۵۷ مصادره و به نهادهای حکومتی واگذار شد. در اواخر سال ۱۳۶۸ پذیرش سهام این شرکت در بورس اوراق بهادار تهران آغاز شد.

## سهامداران
هلدینگ داروگر ۱۲ زیر مجموعه در بخش‌های غذایی، دارویی، بهداشتی و مواد شوینده دارد و تا سال ۱۳۸۸ در اختیار سهامداران عامی نظیر بانک ملی و بنیاد شهید و همچنین سهامداران خرد بود. در آن سال دو شرکت سرمایه‌گذاری حدود ۳۶ درصد سهام این شرکت را به سهامدار جدید یعنی بیژن اسماعیلی واگذار کردند. یک سال بعد اسماعیلی سهام ۳۷ درصدی سازمان اقتصادی کوثر را هم خرید و سهامدار عمده این هلدینگ شد.

## محصولات
برای چندین نسل محصولات داروگر بخشی جدانشدنی از زندگی شهروندان ایرانی بودند. طرح اصلی بعضی محصولات این شرکت با گذشت دهه‌های متمادی هنوز دست نخورده باقی ماند. صابون نخل‌نشان، شامپو تخم‌مرغی، و مایع ظرف‌شویی ریکا از جمله پرآوازه‌ترین محصولات داروگر هستند. صابون نخستین محصولی است که این شرکت تولید کرده و پودر لباسشویی داروگر بر پایه آنچه روی جعبهٔ این محصول نوشته شده از نخستین پودرهای تولیدشده در ایران است. شهرت مایع ظرفشویی ریکا به اندازه‌ای بوده که بسیاری از ایرانیان مایع ظرفشویی را با عنوان «ریکا» می‌شناسند. همچنین شامپو تخم‌مرغی داروگر که برای سال‌ها بدون تغییری در بسته‌بندی تولید می‌شد از محصولات پراستفادهٔ این شرکت بود.

## تعطیلی
در سال‌های ۱۳۹۵ و ۱۳۹۶ خبرهایی از تعطیلی داروگر منتشر و در ادامه تکذیب شد. در تابستان ۱۳۹۷ اعلام شد کارگران این شرکت برای حدود یک ماه به مرخصی اجباری می‌روند. همچنین شرکت تولی‌پرس تعطیلی این شرکت را تکذیب کرد.
در خرداد ۱۴۰۲ و به دنبال انتشار خبر پلمب شدن کارخانه داروگر توسط مدیریت این شرکت، مسئول کانون شوراهای اسلامی کار غرب تهران به اعلام کرد که داروگر به کما رفته و این اقدام باعث بیکاری کارگران باقی‌مانده این شرکت خواهد شد.
به گفته منابع کارگری، در پی ناتوانی کارخانه داروگر در پرداخت بدهی‌های مالیاتی و شکایت شماری از کارکنان این کارخانه به دلیل تعویق در پرداخت حقوق و بیمه، مدیریت داروگر پس از اخراج و تعلیق ده‌ها کارگر، همه سالن‌های تولیدی را پلمب کرد.